# Falanrukowate
Falanrukowate (Eupleridae) – rodzina ssaków drapieżnych z infrarzędu Viverroidea w obrębie podrzędu kotokształtnych (Feliformia) wyłoniona z wiwerowatych (Viverridae). Zaliczane do niej obecnie galidie (Galidiinae) były wcześniej klasyfikowane w rodzinie mangustowatych (Herpestidae). Przeprowadzone badania molekularne, m.in. cytochromu b, sugerowały, że wszystkie współcześnie żyjące gatunki zaliczone do tej rodziny pochodzą od wspólnego przodka (takson monofiletyczny). Dokładniejsze badania nie potwierdziły jednak pozycji Cryptoprocta i Galidia, co może oznaczać dalsze zmiany w systematyce rodziny.

## Zasięg występowania
Rodzina obejmuje gatunki występujące w endemicznie na Madagaskarze.

## Systematyka
Do rodziny należą dwie podrodziny:
- Euplerinae Chenu, 1850 – falanruki
- Galidiinae J.E. Gray, 1864 – galidie